# Eggert Christopher Tryde
 Der er flere personer med dette navn, se Eggert Christopher Tryde (flertydig).
Eggert Christopher Tryde (8. december 1781 i Fensmark Sogn i Tybjerg Herred – 23. november 1860 i København) var en dansk præst og kongelig konfessionarius.

## Uddannelse og embeder
Han var søn af sognepræst Holger Tryde (født 1740, død i Birkerød 1800) og Maria Margrethe, født Clausen (født 1754, død 1829).
1799 dimmiteredes Tryde fra Borgerdydskolen i København og tog i 1804 teologisk embedseksamen. Efter at have været lærer ved Christianis Institut blev han i 1807 sognepræst i Fensmark og Rislev, hvorfra han i 1812 blev forflyttet til Glumsø og Bavelse. 

I 1829 blev han udnævnt til sognepræst i Raklev og provst for Arts og Løve herreder, og senere til sognepræst i Herlufmagle og Tybjerg og provst for Tybjerg Herred.
Det næste år blev Hammer herred lagt til provstiet. I 1838 blev han sognepræst for Vor Frue Kirke i København og Sjællands stiftsprovst. I 1854 blev han kongelig Konfessionarius og fik rang på niveau med biskopper. Ved sit 50-års jubilæum i 1857 blev han Kommandør af Dannebrog og æresdoktor i teologi ved universitetet. Han havde da kort forinden taget sin afsked og døde 23. novenber 1860 i København.
Han ægtede 14. august 1807 Kirstine Dorothea Kongslev (født 23. februar 1780, død 18. juli 1839), datter af professor Laurits Laurberg Kongslev.

## Beklæder forskellige hverv
Som stiftsprovst fik Tryde mange forskellige hverv. Han blev 1839 meddirektør af Bibelselskabet og medlem af den kommission, der skulle gennemgå Jacob Peter Mynsters udkast til et nyt ritual og en ny alterbog, 1840 medlem af den kongelige direktion for Borger- og Almueskolevæsenet i København, 1841 meddirektør af
pastoralseminariet og lærer ved dette i praktisk teologi.

## Baptistspørgsmålet
Da baptistspørgsmålet vakte så stærkt et røre, fik han det hverv 1842 at forhandle med baptisternes fører, Peter Christian Mønster (XII, 108 Arkiveret 2. januar 2012 hos  Wayback Machine), der sad fængslet, for at bevæge ham til at fremlægge en trosbekendelse; dette lykkedes ikke, men Tryde misbilligede den måde, hvorpå regeringen gik frem; han udtalte til kancelliet, at det måtte indrømmes baptisterne at lade deres børn gå udøbte til
konfirmationsalderen, og 1848 nægtede han at døbe et baptistbarn uden forældrenes samtykke.

## Forholdet mellem kirke og stat
Han havde særlig interesse for ordningen af forholdet mellem kirke og stat. Allerede 1838, da der i Roskilde stænderforsamling forhandledes om sognebåndets løsning, udtalte han, formodentlig påvirket af H.N. Clausen, at stænderforsamlingerne måtte anses for uegnede til at afgøre
kirkelige spørgsmål.
I året 1853 blev han medlem af den af Anders Sandøe Ørsted nedsatte kirkekommission, og 1856 var han mellem de tolv mænd, der indgav et forslag om grundlag for dannelsen af et kirkerepræsenterende organ. Men han synes at have opgivet sin tro på sagen eller i det mindste på muligheden af at gennemføre den, da gejstlighedens interesse for den hurtig kølnedes.

## Udgivelser
Tryde har udgivet en del enkelte prædikener og taler og deltaget i en stor del af de forhandlinger om kirkelige og filosofiske emner, der førtes i hans lange liv. Han har her bestræbt sig for at forstå også dem, som han ikke helt kunne være enig med.
Således stillede han sig på Grundtvigs side, da denne 1817 blev angrebet med stor bitterhed af sin fordums ven Christian Molbech, og han har mod til at sige, at Grundtvigs teologi er netop den, som Martin Luther og reformatorerne forkyndte.
Da Grundtvig og Jacob Christian Lindberg 1826 angreb A.S. Ørsted for hans ytringer om præsteeden, udtalte Tryde atter sin store agtelse for Grundtvig, med hvem han var enig i, at de symbolske bøgers anseelse burde hævdes, men uenig i den betydning, han tillagde det apostoliske symbol, Den apostolske trosbekendelse.

## Trydes betydning som sjælesørger
Trydes betydning ligger dog ikke i, hvad han har skrevet, men han har som præst og især som sjælesørger haft betydning for mange mennesker, således også for det heibergske hus, og han kan ikke
karakteriseres smukkere end fru Heiberg har gjort det, når hun siger:
| Citat | Hvad Tryde var som Præst i de mange år, han havde virket, tilkommer det vægtigere Stemmer end min at bedømme. Men hovedsagen til sit Kalds Udøvelse havde han, en usigelig Kjærligheds Fylde. De unge trak han til sig, og de havde altid i hans Hus et Hjem, hvor de bleve modtagne af en Ven, en Fader. Ydmyg i sindet lyttede han gærne til de yngres Tale, og hvor han troede at spore åndelig Begavelse, var han altid til Rede med Raad og Bistand. Mange fandt ham alt for anerkjendende mod alt. Nu vel! der er nok, som ikke anerkjende noget. | Citat |
|       | |       |